# Pancratium foetidum
Pancratium foetidum là một loài thực vật có hoa trong họ Amaryllidaceae. Loài này được Pomel mô tả khoa học đầu tiên năm 1874.